# Agrafka
Agrafka (ukrainisch: Аґрафка) ist der Name des ukrainischen Künstlerduos Romana Romanyschyn (Романа Романишин, * 23. September 1984 in der Ukrainischen SSR) und Andrij Lessiw (Андрій Лесів, * 24. März 1984 ebenda). Arbeitsschwerpunkt von Agrafka ist die Kinderliteratur, insbesondere das Bilderbuch. Die erzählenden Werke sowie die Sachbilderbücher des Paares erscheinen seit 2014 bei Wydawnyztwo Staroho Lewa (Видавництво Старого Лева) / Old Lion Publishing House in Lwiw. Etliche Publikationen wurden übersetzt – Голосно, тихо, пошепки (2017; Holosno, tycho, poschepky / Laut, leise, flüsternd) und Я так бачу (2018; Ja tak batschu / Das sehe ich so) unter den Titeln Hören und Sehen auch ins Deutsche.

## Geschichte
Mit ihrer gemeinsamen Arbeit begannen die beiden Kreativen, die sich seit Jugendzeiten kannten, im Jahr 2003. 2010 kam es zur Gründung von Agrafka: Während eines Auslandsstipendiums in Polen illustrierten Romanyschin und Lessiw Gedichte von Wisława Szymborska und brachten die zweisprachige Ausgabe unter dem Künstlernamen Agrafka heraus. Der Name war mit Bedacht und längerfristiger Perspektive gewählt: Er sollte in möchlichst vielen Sprachen gleich gut klingen und leicht auszusprechen sein. Er sollte zudem die Lieblingsbuchstaben beider Partner – das G / Ґ (Andrij) und das F / Ф (Romana) – enthalten. „Agrafka“ sei, so Lessiw, auch die sprachliche Verkleinerungsform der Agraffe, eines verschlussartigen Schmuckstücks mit Amulettcharakter, vornehmlich in Galizien: “That served as a certain extra stimulus.” Zudem klinge Grafik im Ausdruck mit an.
Als Nächstes illustrierte Agrafka ein Volksmärchen in der Version von Iwan Franko, ріпка, Die Rübe. Das Buch erschien bei Bohdan Books in Ternopil, wo zuvor auch schon ein von Hand gemachtes Büchlein über einen Handschuh, frei nach altem ukrainischem Erzählgut, in den Verlag übernommen und produziert worden war. Arbeiten für Kleinkinder, über Zahlen und Farben, folgten.
Das erste in voller Autorschaft von Text und Bild kreierte Werk war Зірки і макові зернятка / Sirky i makowi sernjatka, Stars and Poppy Seeds. Das mit Ziffern gespickte Buch, dessen Vorsatzblatt aus einer Collage karierten Papiers wie im Rechenheft besteht, handelt von einem Mädchen und seiner Begeisterung für Zahlen und für das Zählen. Bei der Bologna Cildren’s Book Fair reüssierte das Debüt 2014, es war der erste dort ausgezeichnete Beitrag aus der Ukraine. Das Bilderbuch erschien in Folge auch in anderen Sprachen, u. a. auf Englisch und Französisch – die Hauptfigur Dora heißt in der englischen Version Flora, in der französischen Maïa.
2015 veröffentlichten Romanyschyn und Lessiw unter dem Eindruck der Proteste in der Ukraine und der ab 2014 folgenden politischen Verwerfungen Війна, що змінила Рондо / Vijna, ščo zminyla Rondo. Das Buch thematisiert Krieg aus Kindersicht: Eine Glühbirne, ein pinker Ballon in Hundeform und ein Origamivogel müssen die Ankunft und das Wüten des Wesens Війна / Viina, Krieg erleben: „Page 14, leur monde bascule“ („Auf Seite 14 bricht ihre Welt zusammen“), benannte es Libération und beschrieb, wie sich die Farbgebung des Buches ab dem Moment komplett verändere. Es gelingt dem Trio zu guter Letzt und in einem kollektiven Kraftakt der Stadt, Війна loszuwerden, “but every person has been changed, scarred, injured”, so die Kirkus Review, „and red poppies spring up in places touched by War“. Ebenso anlässlich der Übersetzung ins Englische berichtete die New York Times, es gebe bei Agrafka keine Erklärung für die Katastrophe, die die fiktive kleine Stadt heimsucht: “War is 'War', a monstrous dark cloud that sprouts fists, reducing everything it touches to 'nothingness'. It is sudden in its appearance and unrelenting in its destructiveness, like anger itself.” Die 2022 erschienene deutsche Ausgabe (Übersetzung: Claudia Dathe) wurde u. a. in der Süddeutschen Zeitung und der Frankfurter Allgemeinen Zeitung besprochen, das Theaterkollektiv Futur3 besorgte eine Dramatisierung. Auch in Agrafkas llustrationsprojekten rückte Krieg in den Fokus, etwa in der 2018 erschienenen ukrainischen Ausgabe von Ernest Hemingways A Farewell To Arms.
Zwei Bücher zum Gehör- und Gesichtssinn wurden 2020/21 ins Englische, 2021 ins Deutsche übersetzt. Von „kurzweiligen, klugen Texten und betörend schönen Bildern“ war auf Deutschlandfunk Kultur die Rede, das Zusammenwirken von verbaler und visueller Gestaltung wurde als „kongenial“ bezeichnet. Als „künstlerisch sehr ehrgeizig“ charakterisierte die Fachzeitschrift Buch & Maus die Publikation, hob grafische und drucktechnische Originalität hervor und wies auf die vier Sonderfarben hin, in denen der Band gehalten sei, namentlich Gelb, Blau, Gold und „Neonlachsrosa“. Angesichts des faszinierenden, gleißenden Neon bleibe jedoch teilweise die „Schaufreude auf der Strecke“, Inhalt und Ästhetik des Druckwerks sollten potentiell überforderte Kinder besser „zusammen mit den Augen einer erwachsenen Person (...) entdecken und (...) bestaunen“. Über den dritten Band der Trilogie, der sich mit Bewegung befasst, hieß es in einer Besprechung der White Raven Datenbank, die umfassende Meisterschaft (“all-around mastery”) von Agrafka zeige sich in diesem Werk aufs neue: Das charakteristische Farbenspektrum und die ikonographische Bildsprache gälten hier Menschen (“people who are fleeing, migrating, travelling, or just pausing”), Tieren und Fahrzeugen in Bewegung.
In Frankreich erscheinen die Arbeiten von Agrafka bei Rue du Monde (Stand 2022: 5 Bücher), in Dänemark bei Forlaget Forlæns.
Neben den ureigenen Buchprojekten ist Agrafka weiterhin auf dem Feld der Buchillustration tätig. 2019 bebilderte das Duo eine Ausgabe der Fabeln von Gregorius Skoworoda. Für Staroho Lewa / Old Lion, wo neben ukrainischer Literatur auch europäische und US-amerikanische Belletristik in Übersetzung erscheint, gestaltete Agrafka Werke der zeitgenössischen ukrainischen Autorinnen Marjana Sawka, Julia Musakowska und Irina Starovoit sowie von Ernest Hemingway (In einem andern Land) und D. H. Lawrence (Lady Chatterley).

### Romana Romanyschyn (Романа Романишин)
Romanyschin (international auch Romanyshyn) ist am 23. September 1984 geboren. Von 1999 bis 2003 besuchte sie das “Iwan Trusch College of Decorative and Applied Art” in Lwiw, Abteilung Malerei, und studierte anschließend bis 2009 an der Nationalen Kunstakademie Lwiw, wo sie hauptsächlich mit Glas arbeitete. 2010 und 2012 führte jeweils ein Stipendium (Gaude Polonia) sie an die Akademie der Bildenden Künste Krakau. 2007 hatte sie ihre erste Einzelausstellung, weitere Präsentationen in Lwiw, 2010 auch in Polen, folgten. Seit 2019 ist Romana Romanyschin Mitglied des PEN Ukraine.

### Andrij Lessiw (Андрій Лесів)
Lessiw (international auch Lesiv) ist am 24. März 1984 geboren. Von 1999 bis 2003 besuchte er das “Iwan Trusch College of Decorative and Applied Art” in Lwiw, um Restaurator und Konservator zu lernen. Diese Ausbildung setzte er von 2003 bis 2009 an der Nationalen Kunstakademie in Lwiw fort. 2010 und 2012 führte jeweils ein Stipendium (Gaude Polonia) ihn an die Akademie der Bildenden Künste Krakau. Von 2009 bis 2012 war Lessiw Postgraduate Student für Kunstkritik an der Nationalen Akademie der Wissenschaften der Ukraine. 2016 graduierte er mit Ph.D. Seit 2019 ist Andrij Lessiw Mitglied des PEN Ukraine.
Romanyschyn und Lessiw sind verheiratet. Über Künstlergemeinschaften und -ehen meinten sie in einem Interview, diese hätten durchaus Tradition, gerade unter Gestaltern, man denke an Charles & Ray Eames oder Ottavio und Rosita Missoni.

## Veröffentlichungen
- Rukavyčka. Ukraïns'ka narodna kazka. Navčal'na Knyha – Bohdan, Ternopil', 2011
- ріпка / Ripka. Bohdan, Ternopil', 2012
  - Romana Romanyschyn, Andrij Lessiw: Das Rübchen – Ripka. Ein Märchen aus der Ukraine. Übersetzt von Kati Brunner. Baobab Books, Basel, 2022, ISBN 978-3-907277-14-0.
- Зірки і макові зернятка / Zirky i makovi zernjata. Vydavnyctvo Staroho Leva, L'viv, 2014
- Antomimy veseli monstry, ščo demonstrujut' slova z protyležnymy značennjamy. Vydavnyctvo Staroho Leva, L'viv, 2014
- Війна, що змінила Рондо / Vijna, ščo zminyla Rondo. Vydavnyctvo Staroho Leva, L'viv, 2015 (Stand 2022: 16 Übersetzungen[19])
  - Romana Romanyshyn, Andriy Lesiv: How War Changed Rondo. Übersetzt von Oksana Lushchevska. Enchanted Lion Books, New York, 2021, ISBN 978-1-59270-367-8.
  - Romana Romanyschyn, Andrij Lessiw: Als der Krieg nach Rondo kam. Übersetzt von Claudia Dathe. Gerstenberg, Hildesheim, 2022, ISBN 978-3-8369-6203-2.
- Голосно, тихо, пошепки / Holosno, tycho, pošepky. Vydavnyctvo Staroho Leva, L'viv, 2017
  - Romana Romanyshyn, Andriy Lesiv: Sound. Shhh . . . Bang . . . POP . . . BOOM! Übersetzt von Vitaly Chernetsky. Chronicle Books, San Francisco, 2020, ISBN 978-1-4521-7978-0.
  - Romana Romanyschyn, Andrij Lessiw: Hören. Übersetzt von Claudia Dathe. Gerstenberg, Hildesheim, 2021, ISBN 978-3-8369-6051-9.
- Я так бачу / Ja tak baču. Vydavnyctvo Staroho Leva, L'viv, 2018
  - Romana Romanyshyn, Andriy Lesiv: Sight. Glimmer, Glow, SPARK, FLASH! Übersetzt von Vitaly Chernetsky. Chronicle Books, San Francisco, 2021, ISBN 978-1-4521-7977-3.
  - Romana Romanyschyn, Andrij Lessiw: Sehen. Übersetzt von Claudia Dathe. Gerstenberg, Hildesheim, 2021, ISBN 978-3-8369-6050-2.
- Байки / Bajky. Terra Inkognita, Lwiw, 2019
- Куди і звідки / Kudy i zvidky. Vydavnyctvo Staroho Leva, L'viv, 2020
  - Romana Romanyschyn, Andrij Lessiw: Hierhin, dahin. Immer in Bewegung. Übersetzt von Claudia Dathe. Gerstenberg, Hildesheim, 2023, ISBN 978-3-8369-6189-9.

## Auszeichnungen (Auswahl)
- 2014: Bologna Ragazzi Award (BRAW), Opera Prima
- 2015: Bologna Ragazzi Award, New Horizons
- 2017: Biennale der Illustrationen Bratislava, Plaketa BIB / BIB Plaque für Голосно, тихо, пошепки[20] und für Ivan Franko od A do Z[21]
- 2018: Bologna Ragazzi Award (BRAW), Nonfiction[22]
- 2021: Nami Concours, Green Island für Куди і звідки / Kudy i zvidky, On the Move[23]
- 2022: Stiftung Buchkunst, Honorary Appreciation für Куди і звідки / Kudy i zvidky, On the Move[24]
- 2022: Deutscher Jugendliteraturpreis, Nominierung, Kategorie Sachbuch, für Sehen[25]